# Kazimierz Mazanek
Kazimierz Wincenty Mazanek (ur. 21 stycznia 1893, zm. ?) – major artylerii Wojska Polskiego.

## Życiorys
Urodził się 21 stycznia 1893. W listopadzie 1918 został przyjęty do Wojska Polskiego. Wziął udział w obronie Lwowa. Następnie został przeniesiony do Ministerstwa Spraw Wojskowych w Warszawie, w którym pełnił służbę w Biurze Sejmowym i Rady Ministrów, następnie w Sekcji Sejmowej Biura Prezydialnego i w końcu w Gabinecie Ministra na stanowisku kierownika II referatu. W 1922, w stopniu kapitana, został przeniesiony do rezerwy. 
Został zweryfikowany w stopniu majora ze starszeństwem z 1 czerwca 1919 w korpusie oficerów artylerii. W 1923 był oficerem rezerwowym 26 Pułku Artylerii Polowej w Skierniewicach. Został zweryfikowany do stopnia majora zawodowego artylerii ze starszeństwem z 1 marca 1924. W 1924, jako oficer nadetatowy 26 pap był kierownikiem Kancelarii Wojskowej w Kwaterze Wojskowej Prezydenta RP, Stanisława Wojciechowskiego. Do 1939 zamieszkiwał przy 6-go Sierpnia 15 w Warszawie.

## Ordery i odznaczenia
- Krzyż Kawalerski Orderu Odrodzenia Polski – 2 maja 1922[9][10]
- Krzyż Walecznych
- Krzyż Kawalerski Legii Honorowej – 28 listopada 1925[11]
- Krzyż Kawalerski Orderu Leopolda (Belgia)